# Noabennarella paveli
Noabennarella paveli – gatunek pluskwiaka z rodziny szrońcowatych i podrodziny Cixiinae.
Gatunek ten opisany został w 2013 roku przez Wernera E. Holzingera, Ingrid Holzinger i Johannę Egger. Epitet gatunkowy nadano na cześć Pavla
Lauterera.
Pluskwiak o ciele długości od 4 do 4,8 mm. Mierzony razem ze skrzydłami osiąga od 6,5 do 7,8 mm. Barwa podstawowa ciała i odnóży jest słomkowa. Duże czarne kropki zdobią boczne kile czoła, ciągnąc się od szwu epistomalnego bo boczne przyoczka. Środkowy kil na czole wyraźnie wyniesiony. Przednie skrzydła w nasadowej połowie z brązowym podbarwieniem i brązowawożółtymi żyłkami, w pozostałej części przezroczyste z żyłkami żółtawobiaławymi; ich pterostygma jest biaława. Tylna para skrzydeł jest przezroczysta. Samiec ma na osłonce edeagusa krótkie, u nasady trójkątne kolce. Brzuszny wyrostek segmentu analnego odwłoka samca jest duży i poszerzony w części dystalnej.
Gatunek znany tylko z Ekwadoru, z prowincji Orellana.